# Marcelo Trobbiani
Marcelo Trobbiani (17 de febrer de 1955) és un exfutbolista argentí i entrenador.

## Selecció de l'Argentina
Va formar part de l'equip argentí a la Copa del Món de 1986.

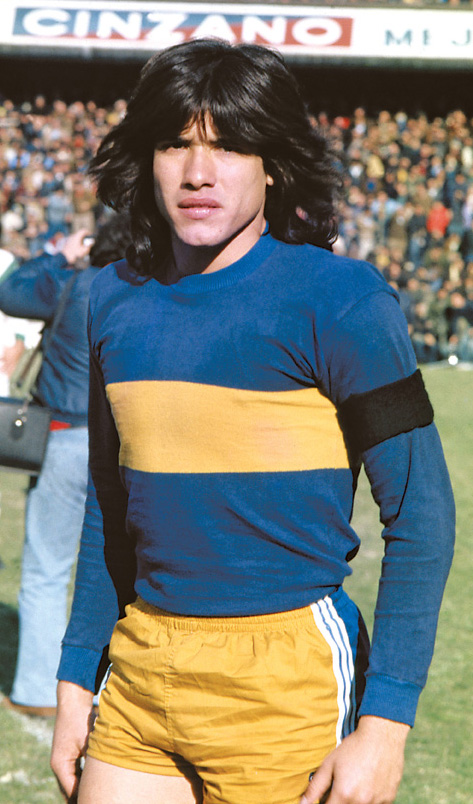
Trobbiani a Boca als anys 1970s.